# Utazási csekk

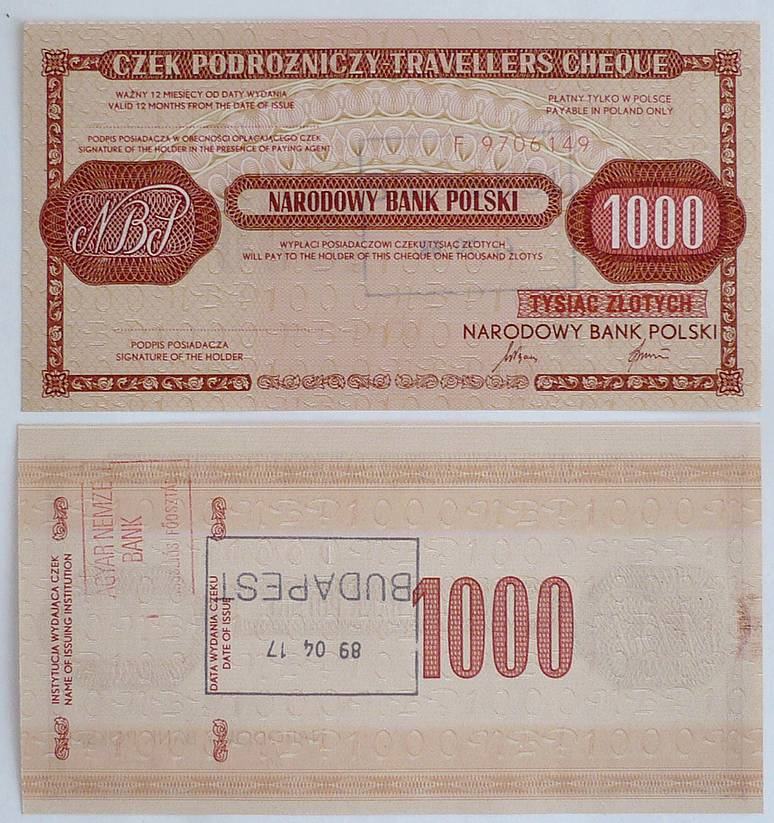
1000 złoty értékű utazási csekk

Az utazási csekk különböző társaságok, pénzintézetek, cégek által kibocsátott meghatározott címletű értékpapír, amely rendelkezik a csekkre jellemző törvényes alaki és tartalmi kellékekkel. Az utazási csekket megvásárló csekkbirtokos csak utazási célra használhatja fel az elfogadó helyeknél. Jelentősége a bankkártya elterjedésével jelentősen csökken.